# Toledo (pokrajina)
Toledo je pokrajina u središnjoj Španjolskoj, u zapadnom dijelu autonomne zajednice Kastilja-La Mancha.
Pokrajina ima 699.136 stanovnika (1. siječnja 2014.), a prostire se na 15,370 km². Sjedište pokrajine je grad Toledo, u kojem živi 1/9 stanovništva pokrajine.